# Дамлянович, Бранко
Бра́нко Дамля́нович (серб. Бранко Дамљановић; род. 17 июня 1961, Нови-Сад) — сербский шахматист, гроссмейстер (1989).
Разделил 1—2-е места в чемпионате Югославии (1989); проиграл дополнительный матч 3. Кожулу — 1½ : 2½.
Лучшие результаты в международных соревнованиях: Титово-Ужице (1981) — 1-е; Ульма (1981) — 3-е; Белград (1982 и 1987) — 3—5-е и 1—5-е; Сент-Максим (1983) — 4-е; Караманико-Терме (1983) — 3—5-е; Афины (1984) — 3—7-е; Грац (1987) — 1-е; Вршац (1987) — 4—6-е; Колхапур (1987) — 1—2-е; Оберварт (1988) — 1—4-е; Нью-Йорк (1988) — 4—11-е; Сент-Джон (1988) — 2—3-е (2-й турнир); Берн (1989) — 3—4-е (побочный турнир); Зеница (1989) — 2—6-е места.

## Изменения рейтинга
| Графики недоступны из-за технических проблем. См. информацию на Фабрикаторе и на mediawiki.org. |